# Помамни коњ
„Помамни коњ“ (јап. 奔馬, Хонба) роман је јапанског књижевника Јукија Мишиме, објављен 1969. У питању је други део тетралогије „Море плодности”, којем претходи роман „Пролећни снег”, а за којим следе романи „Храм свитања” и „Пад анђела”. Радња се одиграва 1932. осамнаест година након догађаја описаних у „Пролећном снегу”. Читалац се поново сусреће са Хондом, који сада води миран конформистички живот судије у оквиру правног система предратног Јапана. У његов живот неочекивано улази Исао, осамнаестогодишњи страствени патриота, фантатични посвећеник самурајске етике и оснивач тајне, радикалне, десничарске групе са којом намерава да поубија виђеније богаташе капиталисте и изврши војни пуч. Хонда открива да је младић реинкарнација његовог трагично страдалог пријатеља Кијоакија.
Мишима је писање романа започео почетком 1967, а завршио га 1968, током врло интензивног рада на тетралогији и током војне обуке, када је постао члан Јапанских одбрамбених снага. Такође, у овом периоду почео је да се идентификује као „човек од акције”, а не као још један појединац из редова неодлучних интелектуалаца средње класе. Овакав став осликао се и на идеје главног јунака, који се води филозофијом подударности мисли и деловања, или како Исао каже: „Знати а не чинити, јесте не знати”. Исаову жељу да нападне државне установе и формирање паравојне организације, готово је немогуће не доживети као предвиђање Мишиминог напада на Токијски генералштаб источне команде 1970. Не слутећи да ће кроз годину дана стварност имитирати уметност, књижевни критичари су позитивно дочекали роман. Једине замерке упућене су на рачун дословног укључивања у заплет обимног фикционалног памфлета „Лига божанског ветра”, омиљене књиге главног јунака, који у тексту заузима педесетак страница. Роман је преведен на српски.

## Радња
Роман се одиграва 1932. осамнаест година након догађаја описаних у претходном делу тетралогије „Пролећни снег”. На почетку се читалац поново сусреће са Шигекуном Хондом, најбољим пријатељем покојног Кијоакија. Хонда сада има 38 година, постао је судија и оженио се. На молбу другог судија, он одлази као почасни гост на турнир кендоа у храм Омива. Међу такмичарима задивљује га османаестогодишњи младић Исао Линума, који као кендоиста трећег степена побеђује своје противнике и тиме осваја част да боговима принесе кола пуна дивљих љиљана. Приликом распитивања о младићу судија сазнаје да је успешни кендоиста син Шигејуке Линума, учитељa покојног Кијоакија, који је сада утицајни десничар и управник патриотске школе. Хонда приликом обредног купања на водопаду уочава троструки младеж на Исаовим слабинама, баш на истом месту где га је имао и Кијоаки. Такође, сетио се да му је најбољи пријатељ на самрти рекао: „Знам да ћу те поново видети, у то сам сигуран. Тамо, испод слапова водопада”. Хонда је узбуђен и узнемирен открићем да је младић реинкарнација Кијоакија. Пошто није сигуран да ли се Исоа сећа свог прошлог живота, нити да ли је Шигејуки свестан реинкарнације свог сина, обојицу их позива на вечеру. На вечери схвата да осим њега нико није упућен у космичку игру која се одиграла у њиховим животима. Исао на растанку Хонди позајмљује своју омиљену књигу Лига божанског ветра Цунанорија Јамоа. Књига говори о побуни самурајске Лиге божанског ветра 1876. због одлуке власти да забрани ношење мачева. Након опсежних припрема, услова који су довели до побуне, и детаља неуспешног напада на представнике државе, већина чланова или гине у борби или извршава ритуално самоубиство. Хонда шаље поштом натраг књигу Исаоу заједно са писмом, у којем му прича о свом бившем пријатељу Кијоакију, и иако изражава поштовање према Лиги, сматра да је таква прича неодговарајућа и опасна за живот младог човека. Исао закључује да је Хонду старост и занимање претворило у кукавицу, иако у њему постоји и даље нечег од племенитости.
Роман се даље фокусира на Исаоа. Након школе Исао заједно са двојицом пријатеља одлази код војног поручника Хорија. Младић отворено открива да жели да организује сопствену паравојну организацију, Шјова лигу божанског ветра, којом ће да поврати част Јапана. Хори исказује симпатије према оваквој намери, али односи постају натегнутији када Исао почне да се распитује за Хоријеве везе са људима који су били умешани у инцидент 15. маја. Читалац се потом упознаје са догађајима из живота Линума и Мине из периода између 1914 и 1932, а затим и са четрдесетогодишњим учеником Савом. Такође, Исао се све више зближава са Макико, тридесетогодишњом ћерком пензионисаног генерала Гена. Исао заједно са друговима одређује на кога ће извршити атентат. Главни јунак се опредељује за убиство Курахаре, најбогатијег Јапанца тог времена, видећи у њему оличење свих зала капитализма. Хори га води код принца Тоина. Код принца оставља врло позитиван утисак. Сава прилази Исаоу и саопштава му да богатство његовог оца и Патриотске академије, потиче, не само од уцена које врше, већ и од корупције коју омогућавају богаташи, између осталих и Курахара. Исао је видно разочаран, али не одустаје од својих планова.
Исао сазива тајни састанак са другим младићима из школе. На састанку излаже план о Шова обнови, која подразумева враћање свих владиних функција у руке цара. Да би то обезбедио, Лига планира неколико напада: разарање шест електричних трансформера, убијање Шинкаве, Нагасакија и Курахаре и спаљивање Јапанске банке. Након што би обавили нападе, сви би извршили сепуку. Сава им се придружује и доноси новчану помоћ. После неколико дана поручник Хори позива Исаоа и саопштава му да је премештен у Кину. Хори наређује младићу да одустане од терористичких напада. Исао, иако разочаран што неће добити подршку војске, и даље не одустаје од плана. Разочарани недосатком подршке и поједини младићи напуштају групу. На крају их остаје дванаест. Исао 29. новембра одлази код Макико да се опрости. Макико претпоставља да ће младић да умре. Њих двоје се први пут љубе. У јутро 1. децембра патриотска група се договара о нападу. У тајно скровише упада полиција и све их хапси.
Хонда напушта позицију судије и постаје адвокат, не би ли бранио пред судом Исаоа. Јапански народ гаји симпатије према адолесцентима побуњеницима, јер у њима виде патриоте. Суд ослобађа побуњенике. Шигејуки признаје свом сину, не само да га је он издао, већ и да патриотитску школу финансирају крупни капиталисти. Иако је под будним оком Саве, Исао успева да се искраде. Он одлази у на имање Курахаре, где упада у његову кућу и убија га. Роман се завршава Исаовим самурајским самоубством.